# No seràs un estrany
 No seràs un estrany (títol original en anglès: Not as a Stranger) és un pel·lícula estatunidenca dirigida per Stanley Kramer i estrenada el 1955. Ha estat doblada al català.

## Argument[2]
Lucas Marsh lluita per acabar el seu doctorat en medicina. Es casa, per interès, amb una dona més gran, la molt devota Kristina, sabent que serà un trampolí per a la seva carrera. Així, contribueix àmpliament al renom del seu marit i s'estableixen en una petita ciutat. Lucas es converteix en l'amant d'Harriet, la vampiressa local, la qual cosa mina la parella. Kristina demana el divorci i, en mig d'aquest embolic, Lucas es veu obligat a operar d'urgències el doctor Runkleman, víctima d'una crisi cardíaca. La seva intervenció se salda amb la defunció del pacient...

## Repartiment
- Olivia de Havilland: Kristina Hedvigson
- Robert Mitchum: Lucas Marsh
- Frank Sinatra: Alfred Boone
- Gloria Grahame: Harriet Lang
- Broderick Crawford: Dr. Aarons
- Charles Bickford: Dr. Dave W. Runkleman
- Myron McCormick: Dr. Snider
- Lon Chaney Jr.: Job Marsh
- Jesse White: Ben Cosgrove
- Harry Morgan: Oley
- Lee Marvin: Brundage
- Virginia Christine: Bruni
- Whit Bissell: Dr. Dietrich
- Jack Raine: Dr. Lettering
- Mae Clarke: Infermera Odell
- Juanita Moore (No surt als crèdits): Sra. Clara Bassett
- Jerry Paris (No surt als crèdits): Thompson
- Harry Shannon (no surt als crèdits): Ed
- Carl 'Alfalfa' Switzer (no surt als crèdits): pare
- Will Wright (no surt als crèdits): M. Roberts

## Premis i nominacions
Nominacions
- 1956: Oscar a la millor edició de so per Watson Jones (RCA Sound Dept.)
- 1956: BAFTA al millor actor per Frank Sinatra